# (1362) Griqua
(1362) Griqua – planetoida należąca do zewnętrznej części pasa głównego asteroid okrążająca Słońce w ciągu 5 lat i 287 dni w średniej odległości 3,22 au. Została odkryta 31 lipca 1935 roku w Union Observatory w Johannesburgu przez Cyrila Jacksona. Nazwa planetoidy pochodzi od Griqua grupy wielorasowej w Południowej Afryce. Przed nadaniem nazwy planetoida nosiła oznaczenie tymczasowe (1362) 1935 QG1.